# Фокалоид

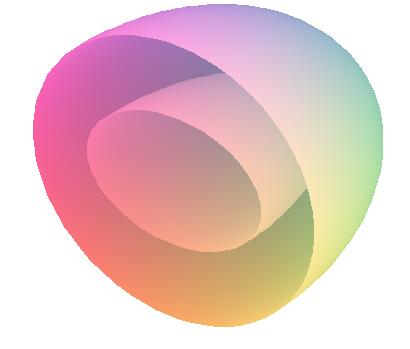
Трёхмерный фокалоид

Фокалоид (англ. Focaloid) — область пространства (оболочка), заключённая между двумя концентрическими софокусными эллипсами (двумерный фокалоид) или эллипсоидами (трёхмерный фокалоид). Если толщина оболочки пренебрежимо мала, фокалоид называют тонким.

## Математическое описание трёхмерного фокалоида
Пусть одна из ограничивающих фокалоид поверхностей задана уравнением
{\displaystyle {\frac {x^{2}}{a^{2}}}+{\frac {y^{2}}{b^{2}}}+{\frac {z^{2}}{c^{2}}}=1,}
где a, b, c — полуоси. Тогда вторая поверхность задаётся уравнением
{\displaystyle {\frac {x^{2}}{a^{2}+\lambda }}+{\frac {y^{2}}{b^{2}+\lambda }}+{\frac {z^{2}}{c^{2}+\lambda }}=1.}
Тонкий фокалоид получается в пределе при {\displaystyle \lambda \to 0}.
В общем смысле фокалоид можно рассматривать как оболочку, состоящую из двух замкнутых координатных поверхностей в софокусной эллипсоидальной системе координат.

## Софокусность
Софокусные эллипсоиды имеют одни и те же фокусы, при этом справедливы соотношения 
{\displaystyle f_{1}^{2}=a^{2}-b^{2}=(a^{2}+\lambda )-(b^{2}+\lambda ),\,}
{\displaystyle f_{2}^{2}=a^{2}-c^{2}=(a^{2}+\lambda )-(c^{2}+\lambda ),\,}
{\displaystyle f_{3}^{2}=b^{2}-c^{2}=(b^{2}+\lambda )-(c^{2}+\lambda ).}

## Физические свойства
Фокалоид можно рассматривать в качестве элементарного распределения вещества или заряда. Два различных софокусных фокалоида одинаковой массы или заряда оказывают одинаковое воздействие на пробную массу или заряд, расположенный вне фокалоидов.